# Ahornbüchsen Kopf
Ahornbüchsen Kopf är en bergstopp i Österrike, på gränsen till Tyskland. Den ligger i den centrala delen av landet, 260 kilometer väster om huvudstaden Wien. Toppen på Ahornbüchsen Kopf är 1 281 meter över havet.
Terrängen runt Ahornbüchsen Kopf är kuperad norrut, men söderut är den bergig. Närmaste större samhälle är Kuchl, 5,9 kilometer öster om Ahornbüchsen Kopf. 
I omgivningarna runt Ahornbüchsen Kopf växer i huvudsak blandskog. Runt Ahornbüchsen Kopf är det ganska tätbefolkat, med 80 invånare per kvadratkilometer.